# وول فيراز
وول فيراز بلدية في ولاية بياوي في المنطقة الشمالية الشرقية من البرازيل.   